# Volvo 700-serie
De Volvo 700-serie is modellenreeks auto's geproduceerd door Volvo tussen 1982 en 1992. Oorspronkelijk was het de bedoeling dat de 700-serie, ontworpen door Jan Wilsgaard, de 200-serie zou vervangen. Hoewel de luxueuze 264 direct het veld moest ruimen bij het verschijnen van de 760, bleef de goed verkopende 240 tot 1993 in productie. De 700-serie werd vanaf 1990 geleidelijk vervangen door de 900-serie. Deze 900 leunt sterk op de techniek van de 700 en kan daarom, ondanks de nieuwe naam, beschouwd worden als een evolutie van de 700-serie.
De Saab 9000, Mercedes 200-300 (w124) en Audi 100/200 (C3) zijn voorbeelden van generatiegenoten in het E-segment.
Volvo maakte veel werk van economie, veiligheid en roestpreventie. Vanaf 1988 is de 700 geheel verzinkt.

## Volvo 760

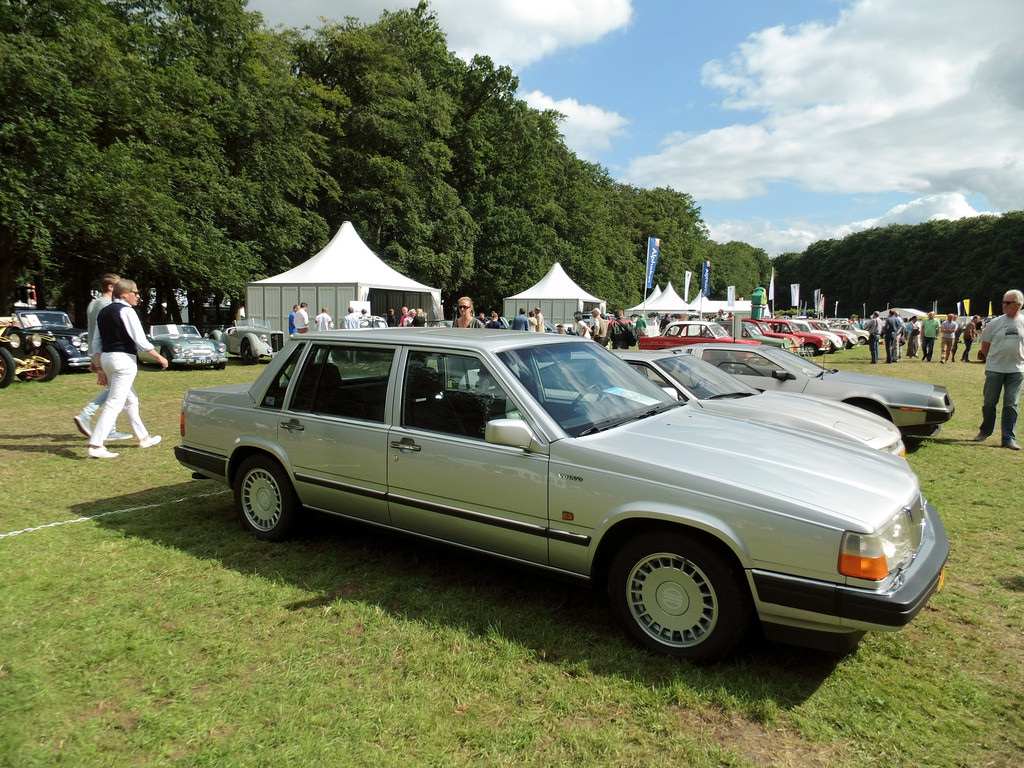
1989 Volvo 760 GLE op Concours d' Elegance Het Loo

De Volvo 760 kwam in 1982 als eerste variant van de 700-serie op de markt. De hoekige verschijningsvorm was controversieel in een tijd waarin aerodynamica een opgang maakte. Daarnaast werd het uiterlijk in sommige schrijvende pers als 'Amerikaans' aandoend omschreven. De receptie van het markante uiterlijk was aanvankelijk niet onverdeeld warm, maar vele andere kwaliteiten van de 760 werden geprezen, waaronder de passieve veiligheid, het comfortabele, ergonomische interieur en de verwachte levensduur.
De '6' in de typebenaming staat voor zescilinder. Uitzondering hierop is de 760 Turbo, welke een 4 cilinder turbomotor heeft, maar vanwege de positionering (luxueuzer dan de 740) ook de 760 aanduiding meekreeg.
De 760 is zowel als sedan en als stationwagen (estate, vanaf 1985) geleverd. In de meeste versies werden tractiecontrole en een antiblokkeersysteem vanaf 1985 standaard geleverd.
Voor modeljaar 1988 werd de 760 ingrijpend herzien. De tweede generatie 760 werd uitgevoerd met een aerodynamischere neus met aluminium motorkap en verzonken ruitenwissers, een gewijzigd dashboard, automatische klimaatbeheersing, een verstelbaar stuur, een nieuw stereosysteem en een multi-link achterwielophanging (sedan). Deze 760's schurkten qua prijsstelling zeer nauw tegen de topklasse aan.
De Volvo 760 is in diverse landen ingezet als politieauto. De DDR-leider Erich Honecker had enkele speciaal bestelde versies van de 760 gebruikt als statieauto.
De Volvo 760 werd gebouwd in Kalmar, Zweden, in Halifax, Nova Scotia, Canada en in Gent, België.
In de loop van de tijd heeft de 760 onder liefhebbers, vanwege zijn strakke belijning, de bijnaam baksteen gekregen.

### Motoren

#### Benzine
| Type      | Motor     | Motor     | Motor                | Vermogen | Koppel | Jaartal     |        |
| Type      | Inhoud    | Cilinders | Brandstofvoorziening | Vermogen | Koppel | Jaartal     |        |
| --------- | --------- | --------- | -------------------- | -------- | ------ | ----------- | ------ |
| 760 GLE   | 2.849 cm³ | V6        | Injectie             | 156 pk   | 235 Nm | 1982 - 1984 | B28E   |
| 760 GLE   | 2.849 cm³ | V6        | Injectie             | 170 pk   | 240 Nm | 1986 - 1989 | B280E  |
| 760 GLE   | 2.849 cm³ | V6        | Injectie             | 147 pk   | 235 Nm | 1988 - 1990 | B280F  |
| 760 Turbo | 2.316 cm³ | 4-in-lijn | Injectie             | 173 pk   | 253 Nm | 1983 - 1984 | B23ET  |
| 760 Turbo | 2.316 cm³ | 4-in-lijn | Injectie             | 182 pk   | 260 Nm | 1985 - 1989 | B230ET |
| 760 Turbo | 2.316 cm³ | 4-in-lijn | Injectie             | 165 pk   | 260 Nm | 1988 - 1990 | B230FT |

#### Diesel
| Type                  | Motor     | Motor     | Vermogen | Koppel | Jaartal     |
| Type                  | Inhoud    | Cilinders | Vermogen | Koppel | Jaartal     |
| --------------------- | --------- | --------- | -------- | ------ | ----------- |
| 760 Turbo Diesel      | 2.383 cm³ | 6-in-lijn | 109 pk   | 205 Nm | 1982 - 1986 |
| 760 Turbo Diesel i.c. | 2.383 cm³ | 6-in-lijn | 122 pk   | 235 Nm | 1986 - 1990 |

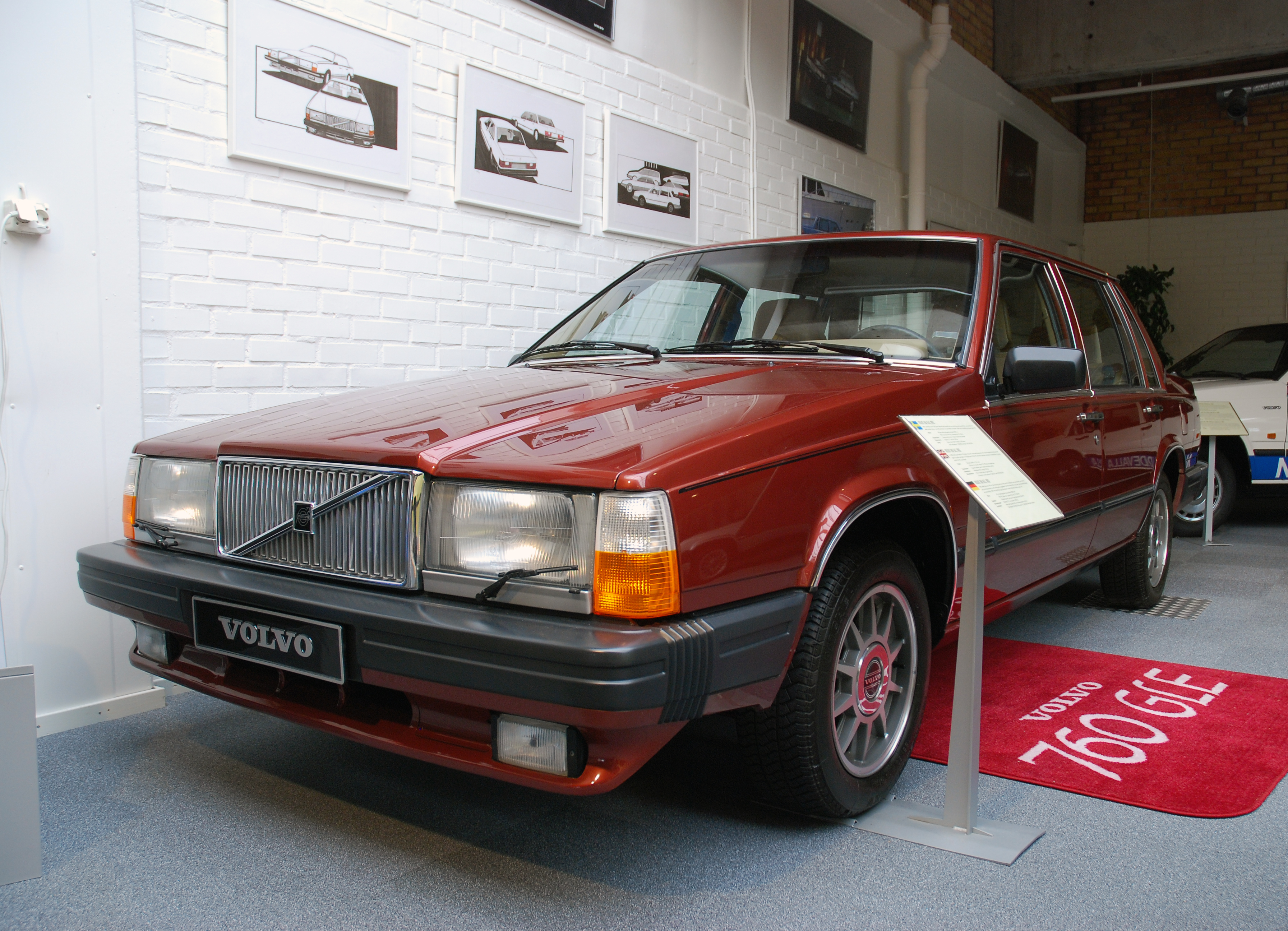
Vroege Volvo 760 sedan (met eerste neus (EU))
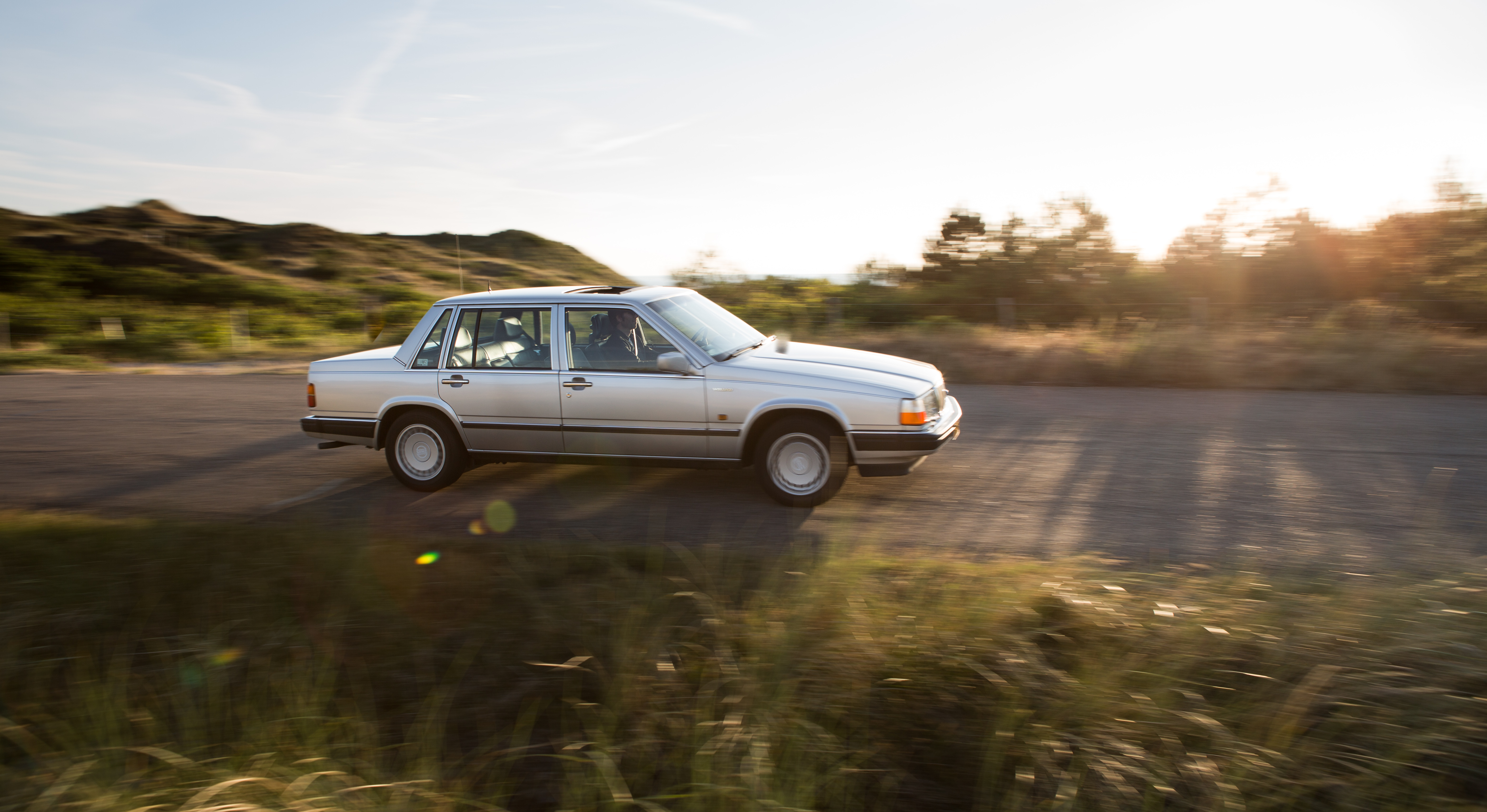
Tweede generatie Volvo 760 GLE met B280E V6 benzinemotor (EU)
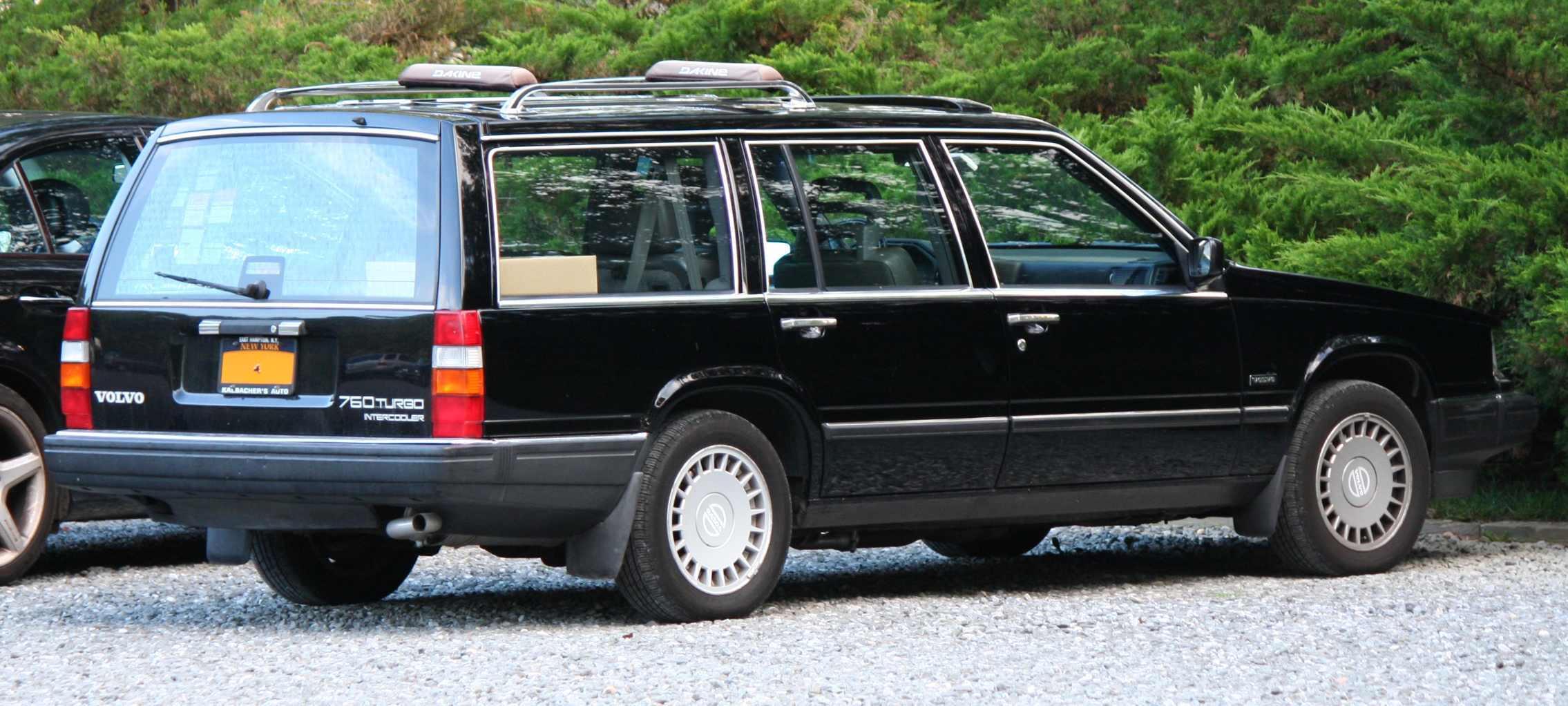
1989 Volvo 760 Turbo Intercooler Estate (VS)

## Volvo 740
De Volvo 740 (introductie 1984) is de eenvoudigste en dus goedkoopste versie van de 700-serie. De auto stond qua positionering boven de 240. Hij bood meer ruimte en een constructie naar een nieuwe stand van techniek. De '4' in de typebenaming staat voor een viercilindermotor, maar de dieselmotorisering kwam met 6 cilinders. Omdat deze auto verder qua positionering overeenstemt met de overige 740-varianten heet hij 740 en niet 760. De 740 is geleverd als sedan en als stationwagen.

### Motoren

#### Benzine
| Type      | Motor     | Motor     | Motor                | Vermogen | Koppel | Jaartal     |
| Type      | Inhoud    | Cilinders | Brandstofvoorziening | Vermogen | Koppel | Jaartal     |
| --------- | --------- | --------- | -------------------- | -------- | ------ | ----------- |
| 740       | 1.986 cm³ | 4-in-lijn | Carburateur          | 103 pk   | 165 Nm | 1987 - 1989 |
| 740 2.0   | 1.986 cm³ | 4-in-lijn | Injectie             | 121 pk   | 158 Nm | 1988 - 1989 |
| 740 2.0   | 1.986 cm³ | 4-in-lijn | Injectie             | 112 pk   | 158 Nm | 1990 - 1992 |
| 740 2.3   | 2.316 cm³ | 4-in-lijn | Carburateur          | 114 pk   | 192 Nm | 1984 - 1988 |
| 740 2.3   | 2.316 cm³ | 4-in-lijn | Injectie             | 116 pk   | 185 Nm | 1986 - 1989 |
| 740 2.3   | 2.316 cm³ | 4-in-lijn | Injectie             | 116 pk   | 183 Nm | 1989 - 1990 |
| 740 2.3   | 2.316 cm³ | 4-in-lijn | Injectie             | 131 pk   | 190 Nm | 1984 - 1988 |
| 740 2.3   | 2.316 cm³ | 4-in-lijn | Injectie             | 131 pk   | 185 Nm | 1990 - 1991 |
| 740 16V   | 1.986 cm³ | 4-in-lijn | Injectie             | 139 pk   | 181 Nm | 1988 - 1989 |
| 740 16V   | 1.986 cm³ | 4-in-lijn | Injectie             | 155 pk   | 203 Nm | 1989 - 1990 |
| 740 Turbo | 1.986 cm³ | 4-in-lijn | Injectie             | 160 pk   | 245 Nm | 1984 - 1988 |
| 740 Turbo | 2.316 cm³ | 4-in-lijn | Injectie             | 156 pk   | 242 Nm | 1987 - 1989 |
| 740 Turbo | 2.316 cm³ | 4-in-lijn | Injectie             | 165 pk   | 264 Nm | 1989 - 1990 |

#### Diesel
| Type                  | Motor     | Motor     | Vermogen | Koppel | Jaartal     |
| Type                  | Inhoud    | Cilinders | Vermogen | Koppel | Jaartal     |
| --------------------- | --------- | --------- | -------- | ------ | ----------- |
| 740 Diesel            | 2.383 cm³ | 6-in-lijn | 82 pk    | 140 Nm | 1984 - 1989 |
| 740 Diesel            | 2.383 cm³ | 6-in-lijn | 82 pk    | 145 Nm | 1989 - 1991 |
| 740 Turbo Diesel      | 2.383 cm³ | 6-in-lijn | 109 pk   | 205 Nm | 1984 - 1990 |
| 740 Turbo Diesel i.c. | 2.383 cm³ | 6-in-lijn | 122 pk   | 235 Nm | 1989 - 1990 |

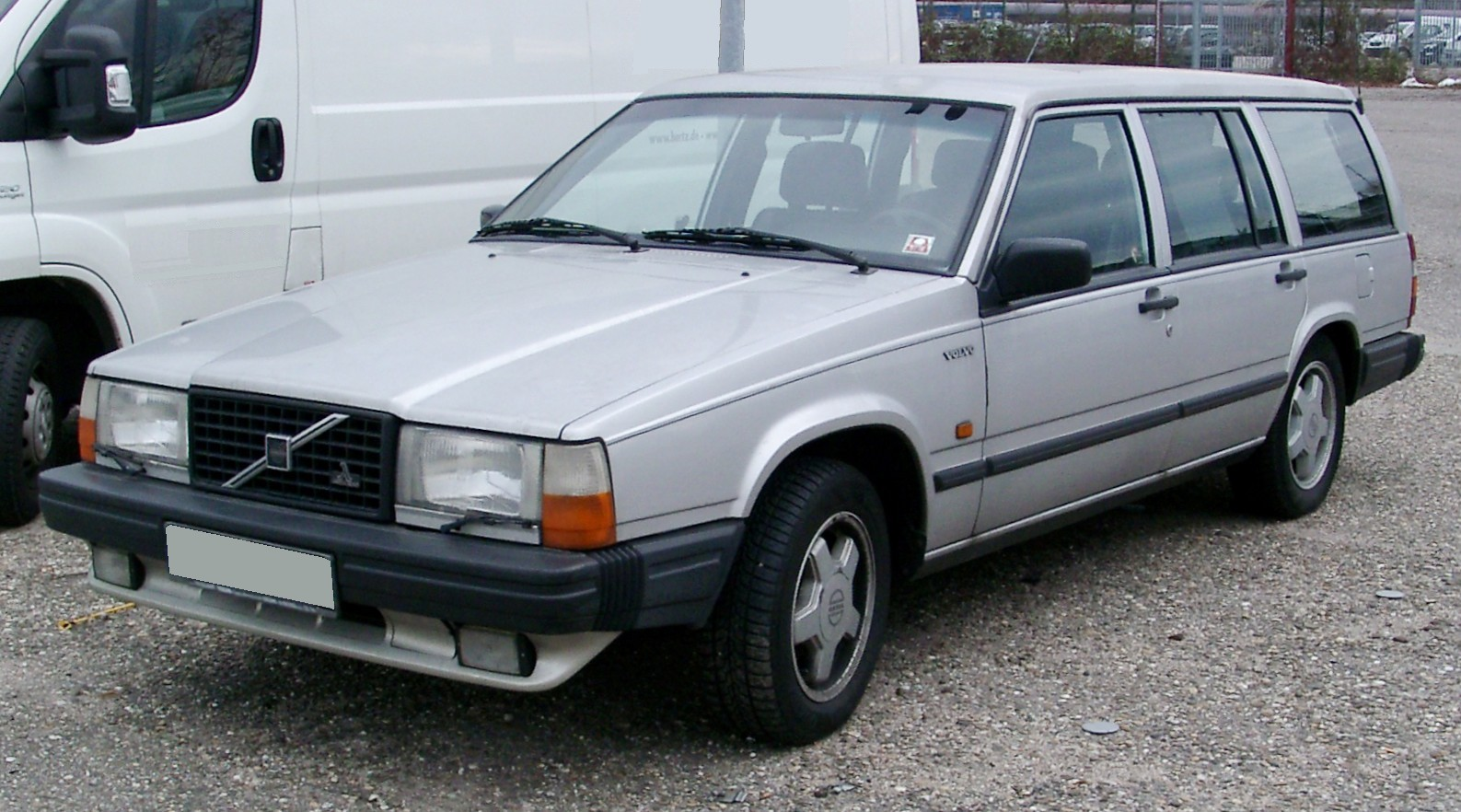
Volvo 740 GLT estate (EU)
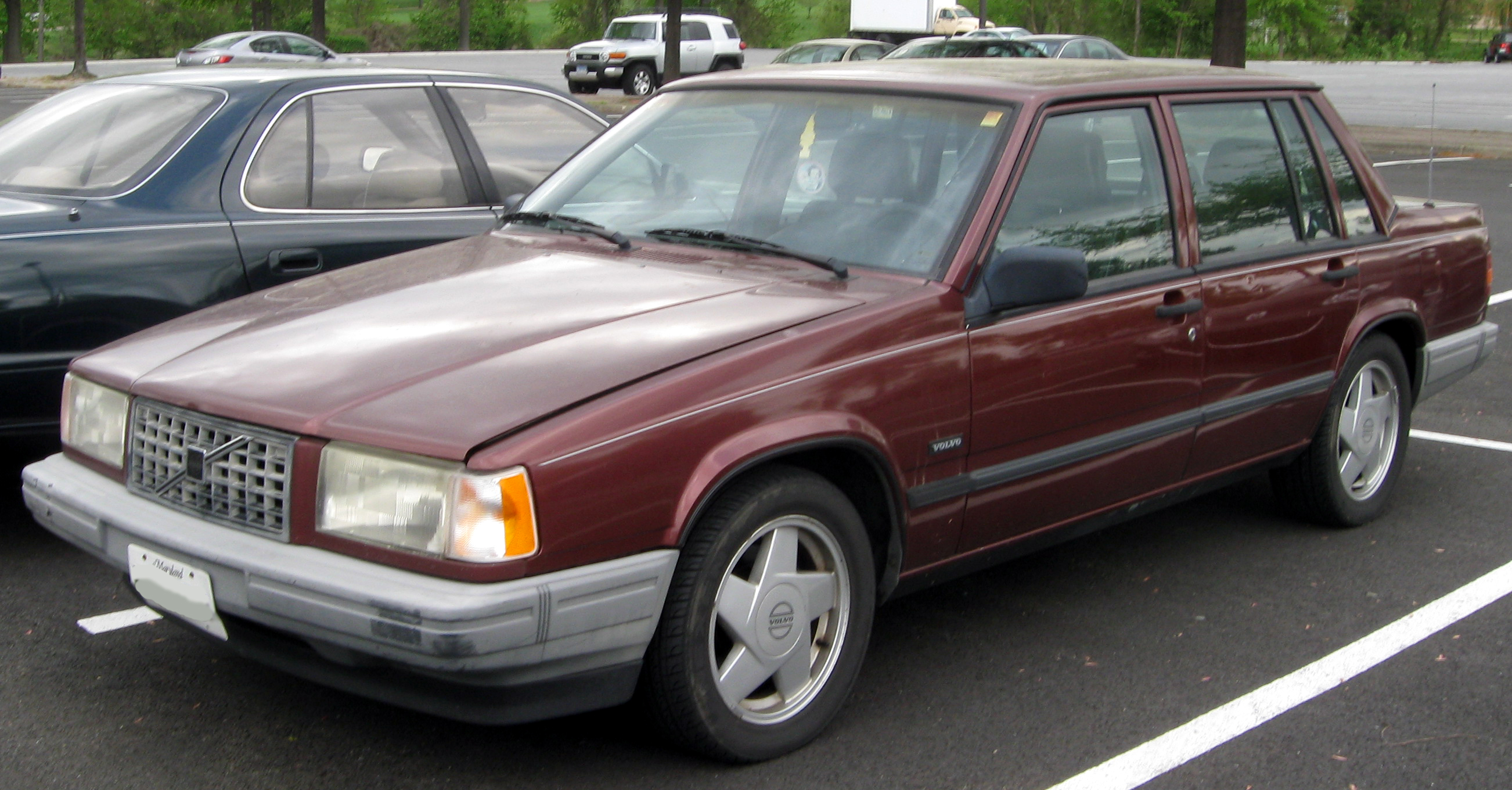
Volvo 740 Turbo sedan (VS)
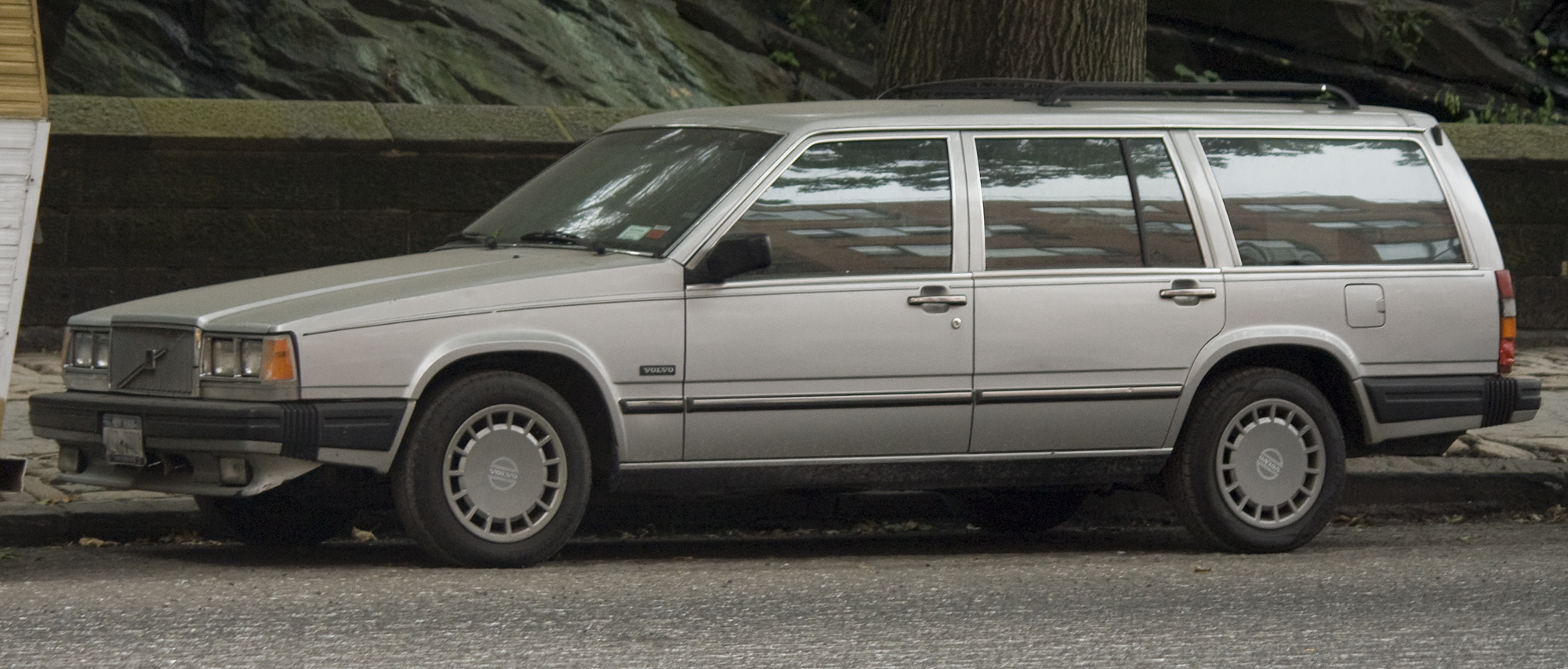
Volvo 740 GL estate 1989 (VS)
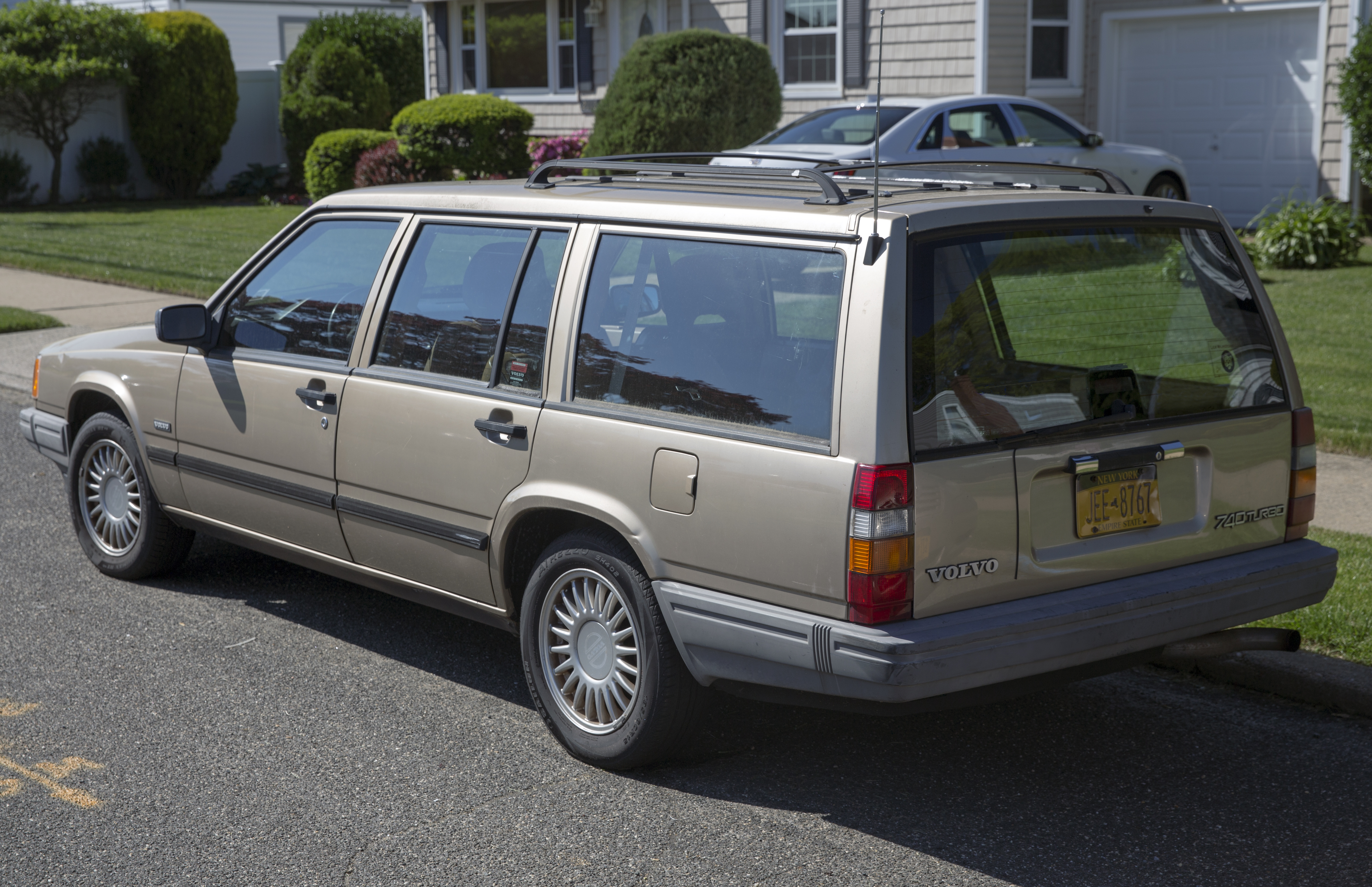
Volvo 740 Turbo estate (VS; Zweedse uitvoering)
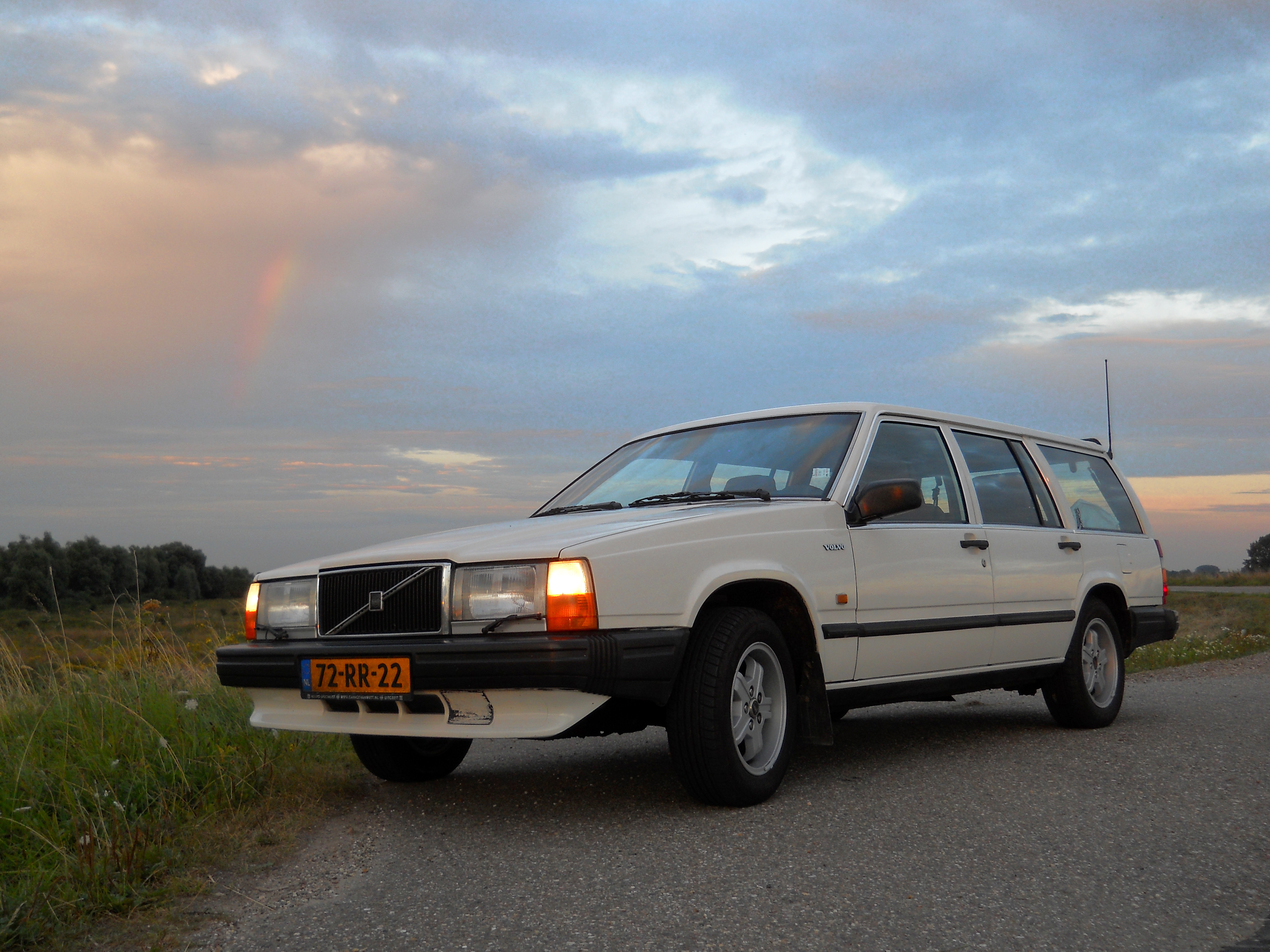
Volvo 740 GL estate (Zweedse uitvoering)

## Volvo 760/740 Estate
Vanaf modeljaar 1985 kwam de stationwagen-variant van zowel de 760 als 740 beschikbaar. Volgens de Volvo nomenclatuur aangeduid als 760 of 740 'Estate'.

## Volvo 780
De Volvo 780 is een Coupé-versie van de 700-serie. De auto werd in 1985 geïntroduceerd op de Autosalon van Genève. Volvo maakte met deze introductie een rentree op de markt voor tweedeurscoupés, na het einde van de productie van de 262C in 1981.
De 780 werd net als zijn voorganger ontworpen en gebouwd door designbureau Bertone in Turijn, Italië. De 780 is wat lager gelijnd dan de rest van de 700-serie en heeft chroomaccenten. Oorspronkelijk zou een turboversie van de PRV-motor zorgen voor de aandrijving, maar de motorruimte was te klein met hitteproblemen als gevolg. Daarom werd de standaardversie van de PRV gebruikt. Daarnaast werd de auto ook met een 6-cilinderturbodiesel geleverd en verscheidene turboversies van het viercilinderredblock. De meest zeldzame hiervan is de 16-klepper-B204GT met 200 pk, waarvan er 165 zijn verkocht.
Volvo heeft tussen 1986 en 1991 8.518 exemplaren van de 780 geproduceerd, waarna een coupé enkele jaren in het gamma ontbrak. De voorwielaangedreven C70 werd geïntroduceerd in 1995 en kan beschouwd worden als de opvolger van de 780, hoewel beide modellen qua positionering en prijsstelling wezenlijk uiteen liepen. In 1987 lag de instapprijs van een 780 boven die van een Porsche 911 of Mercedes SL.

### Motoren

#### Benzine
| Type    | Motor     | Motor     | Motor                | Vermogen | Koppel | Jaartal     |
| Type    | Inhoud    | Cilinders | Brandstofvoorziening | Vermogen | Koppel | Jaartal     |
| ------- | --------- | --------- | -------------------- | -------- | ------ | ----------- |
| 780 GLE | 2.849 cm³ | V6        | Injectie             | 170 pk   | 240 Nm | 1986 - 1988 |
| 780 GLE | 2.849 cm³ | V6        | Injectie             | 147 pk   | 235 Nm | 1987 - 1990 |

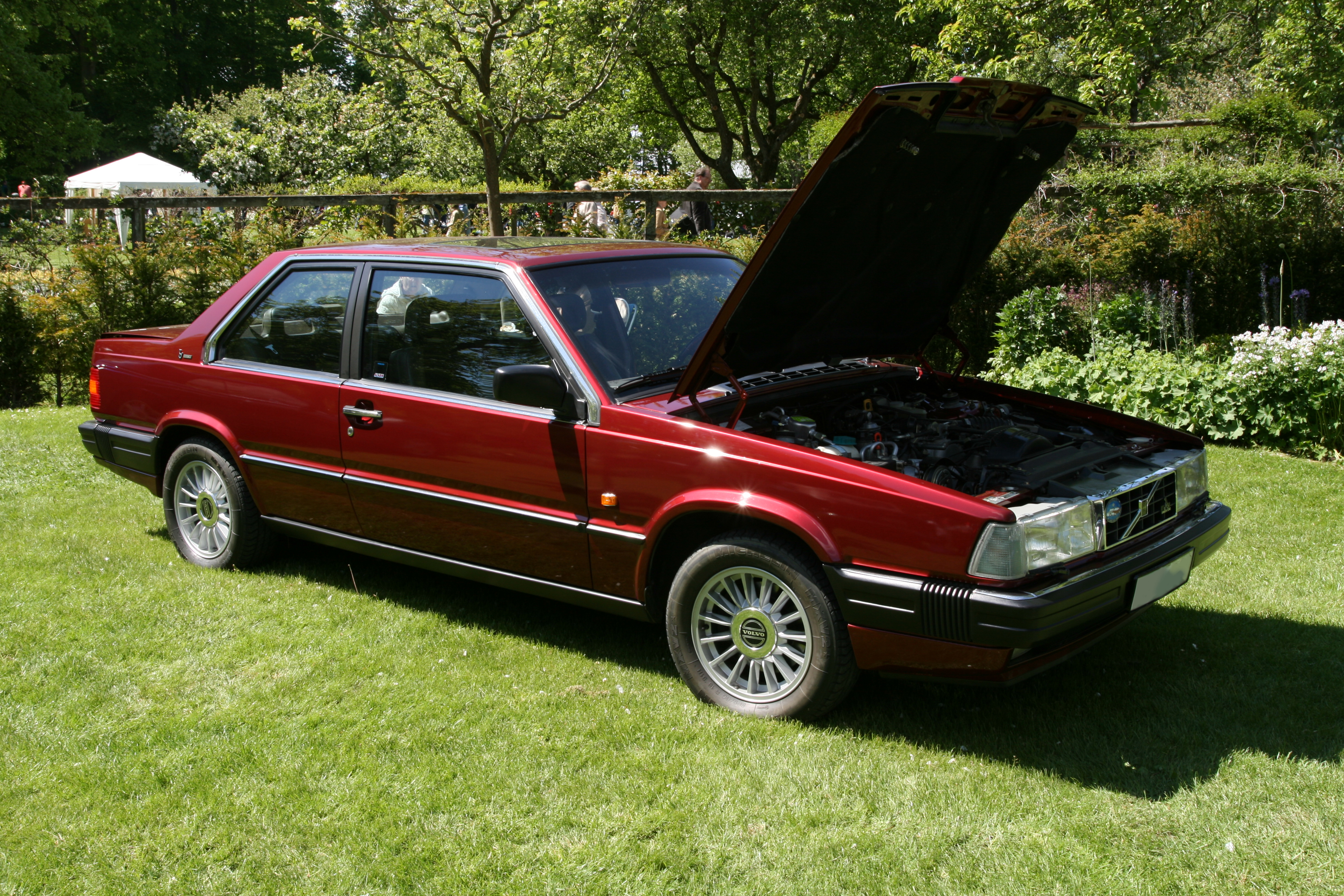
Volvo 780 1988
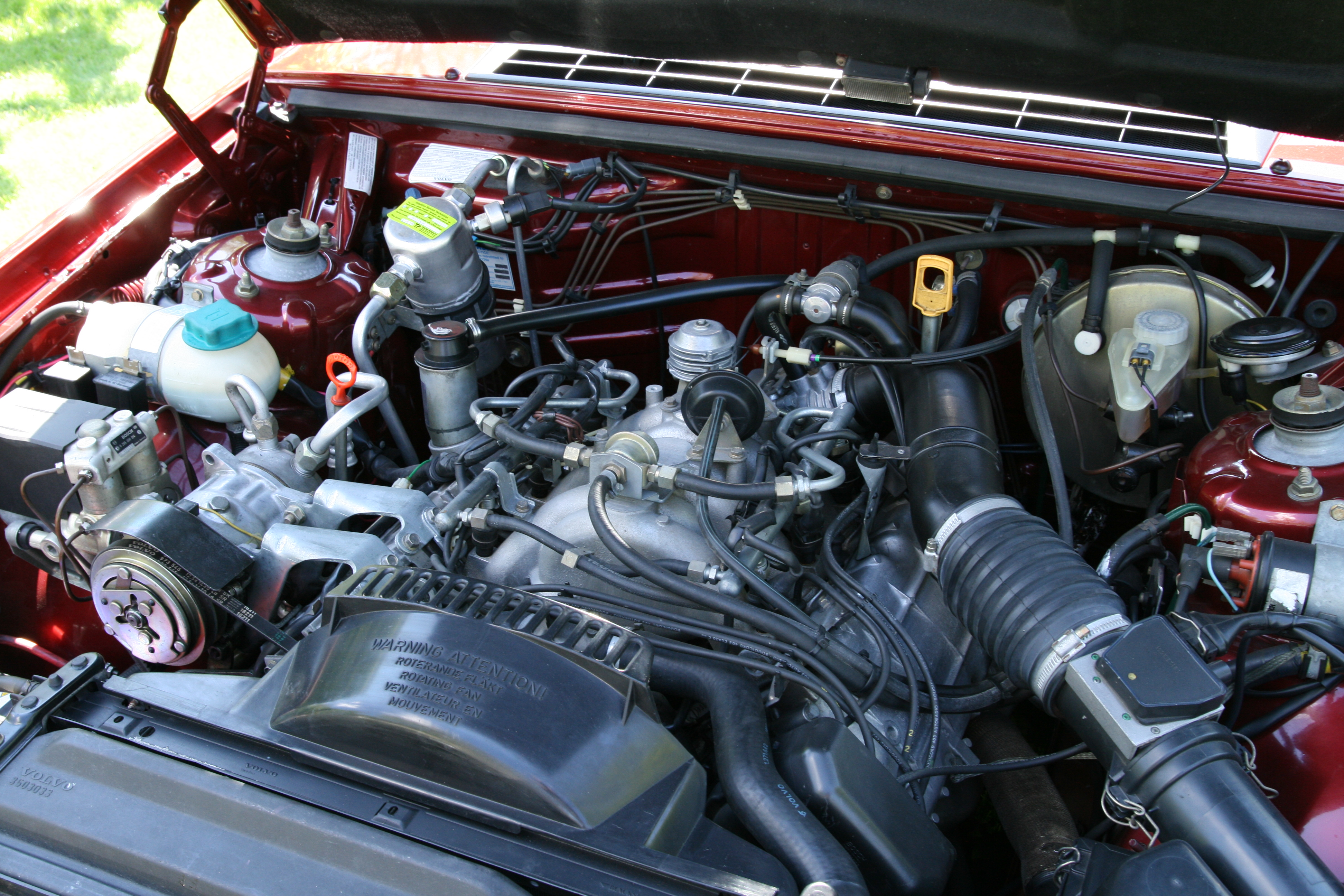
B280E (PRV) 6 cilinder motor
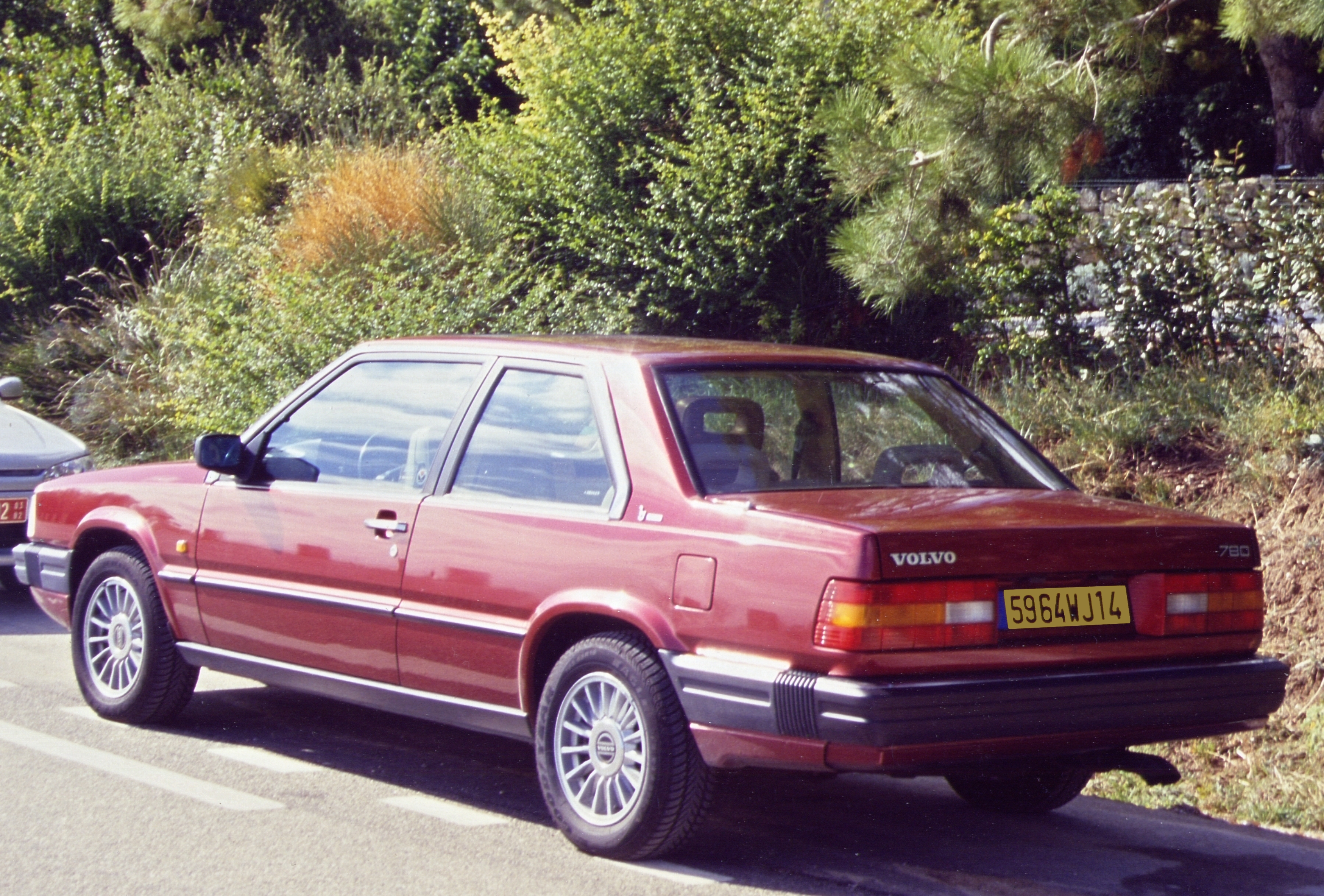
Volvo 780